# 이로 (1536년)
이로(李輅, 1536년 3월 28일 ~ 1614년 3월 11일)는 조선 중기의 왕족, 문신이다. 본관은 전주(全州). 자는 홍재(弘載), 호는 동진(東津)이다. 고조부는 취성군 이빈(鷲城君 李熲)이고, 증조부는 계림정(鷄林正)을 지내고 사후 증 계림군 이탄(鷄林君)에 추봉된 이탄(李坦)이며, 조부는 사과를 지내고 증 이조참판 증 이조판서에 추증됐다가 다시 하창군(河昌君)에 추봉된 이린(李璘)이며, 아버지는 봉정대부(奉正大夫) 행교하현감(行交河縣監)으로 증 좌찬성에 추증된 이원우(李元友)이고, 어머니는 온양정씨(溫陽鄭氏)로 형조판서, 지중추부사 정백붕(鄭百朋)의 딸이다. 외종조부는 재상 정순붕이다. 한성부 출신이다.
생전에는 태종의 장남 양녕대군 제의 6대손이었지만 고조할아버지 취성군 이빈이 후일 영풍군 전(永豊君 瑔)의 사후양자가 되면서 세종의 아들 영풍군의 5대손이 되었다.

## 생애
조선 태종의 장남 양녕대군 이제의 6대손이지만 고조할아버지 취성군 이빈(鷲城君 李頻)이 세종의 아들 영풍군 전의 사후 양자로 입양되면서 되면서 영풍군의 5대손이 되었다. 할아버지 이린은 사과를 지냈으나 그의 출세로 증 이조참판에 추증되었다가 다시 역시 그의 출세로 증 이조판서에 추증되었다. 이린은 양녕대군의 4대손으로 생전에는 작위가 없었으나 그의 할아버지 취성군 이빈이 고종 때 영풍군의 사후양자가 되면서 영풍군의 증손 자격으로 다시 하창군(河昌君)에 추봉되고 지종정경을 겸임 추증되었다. 이로써 그는 태종 이방원의 7대손이면서 양녕대군 이제의 6대손이면서 세종대왕의 6대손이 된다.
1558년(명종 13) 식년과 생원시에 2등으로 합격하고, 음서로 관직에 올라 돈용교위를 지냈다. 돈용교위 재직 중이던 1567년(선조 즉위년) 식년 문과에 병과 11위로 급제, 예문관검열이 되었다. 이후 예조좌랑이 됐다가, 사헌부 지평, 사간원 헌납 등을 역임했다. 대교(待敎), 주서(注書)를 거쳐 공조ㆍ예조ㆍ병조의 좌랑(佐郞), 성균관의 전적(典籍), 직강(直講), 경기도 도사(京畿道都事) 등을 지냈다. 그뒤 승정원주서(承政院注書)에 임명된 뒤 사관(史官)으로 발탁되었다.
1581년(선조 14) 사헌부 장령이 되었다. 이후 집의를 거쳐 승정원 동부승지(同副承旨)에 발탁되고 승진하여 좌승지가 됐다가 병조 참지(兵曹參知)가 되었다. 이후 경기도관찰사가 되고 1586년 황해도관찰사(黃海道觀察使), 1590년 충청도관찰사(忠淸道觀察使)로 부임하였다. 뒤에 동지중추부사(同知中樞府事)를 거쳐 1596년 호조참판이 되었으며 그해 명나라에 파견되는 진향사(進香使)가 되어 연경을 다녀왔다. 그 뒤 한성부 우윤으로 나갔다가 형조참판, 경기도관찰사를 지내고 형조판서, 공조 판서, 판돈녕부사(判敦寧府事)를 역임했으며 판중추부사로 기로소(耆老所)에 입사하였다.
1608년 광해군의 궁궐 영건에 제조로 참여한 공로로 숭정대부에 올랐고. 1612년 다시 궁궐 영건에 참여하여최종 품계는 숭록대부에 이르렀다. 검소한 생활에 온화한 성품을 지녔고, 가정에서나 조정에서 사람의 허물을 말하지 않았다 한다. 늙어서 병이 들면 부축을 받아서라도 남보다 일찍 궐에 들어와 대기하고 있었다 한다. 후에 월사 이정귀가 그의 비문을 찬하였다.

### 사후
후일 증 의정부좌의정에 증직(贈職)되었다가 다시 증 의정부영의정으로 추증(追贈)되었다. 묘소는 경기도 금천(衿川) 강적동(康迪洞) 삼성산(三聖山) 간향(艮向) 언덕에 안장되었다. 후일 그의 아들 이창후, 손자 이상항도 과거에 급제하였다.

## 같이 보기
- 양녕대군
- 영풍군